# Погонич далекосхідний
Погонич далекосхідний (Zapornia paykullii) — вид журавлеподібних птахів родини пастушкових (Rallidae). Поширений у Східній Азії.

## Назва
Вид названо на честь шведського натураліста Густава Пайкуля (1757—1826).

## Поширення
Птах розмножується на Далекому Сході Росії, північному сході Китаю та на Корейському півострові. На зимівлю мігрує до Південно-Східної Азії. Трапляється на болотах, вологих трав'янистих місцевостях, на луках і рисових полях.

## Опис
Невеликий пастушок, завдовжки 20—22 см, з розмахом крил 42 см і вагою 96—132 г. Має верхню частину голови, верхню частину та крила темно-буро-сірого кольору, іноді з тонкими світлішими смугами на крилах. Боки, нижня частина грудей, живіт і підхвістя вкриті чорно-білими смугами. Дзьоб короткий, зеленувато-сірий. Райдужка червона, ноги червоно-помаранчеві.